# Fort McMurray International Airport

i7
i11
i13

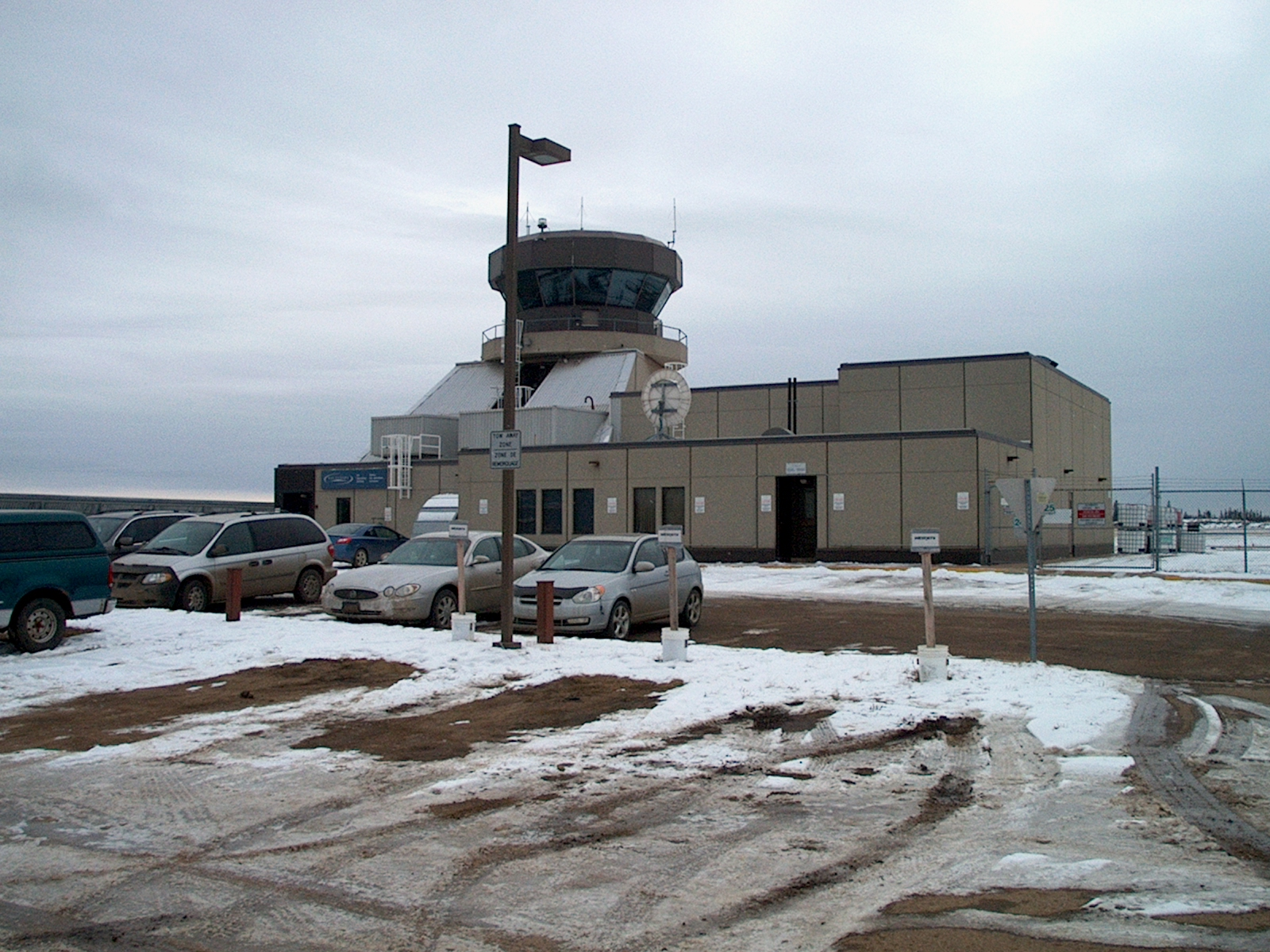
Der Tower des Flughafens Fort McMurray, 2010.

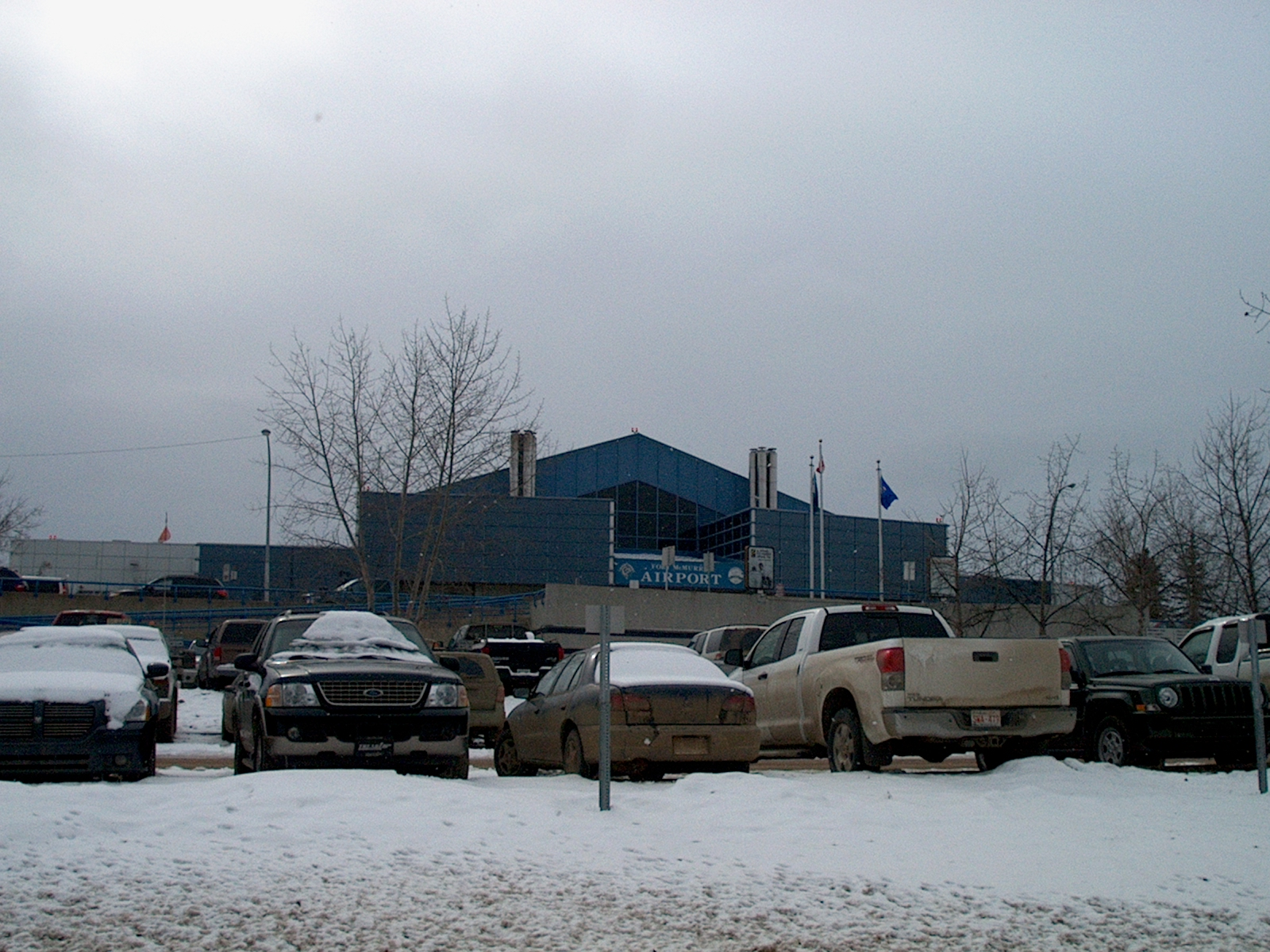
Altes Terminal des Flughafens Fort McMurray, 2010.

Fort McMurray International Airport (IATA: YMM, ICAO: CYMM) ist der Flughafen der Gemeinde Fort McMurray in der kanadischen Provinz Alberta. Wegen der Athabasca-Ölsande hat die Stadt markant an Einwohnern zugelegt und ist nun die fünftgrößte Stadt Albertas.

## Lage und Verkehrsanbindung
Der Fort McMurray International Airport liegt 13 Kilometer südöstlich des Zentrums von Fort McMurray. Auf der Straße ist der Flughafen über den Alberta Highway 69 zu erreichen. Dieser endet westlich des Flughafens im Alberta Highway 63, welcher nach Fort McMurray führt.
Der Fort McMurray International Airport wird durch Busse in den Öffentlichen Personennahverkehr eingebunden. Die WOOSH Route 11 verbindet das Passagierterminal mit der Gemeinde Fort McMurray.

## Geschichte
Im Jahr 1936 wurde nahe der Gemeinde Fort McMurray eine Landebahn für leichte Flugzeuge in Betrieb genommen. In den nächsten Jahrzehnten wurden mehrfach längere Start- und Landebahnen errichtet. Zudem wurde ein Passagierterminal errichtet. Im Jahr 1981 folgte ein permanenter Kontrollturm. Im Jahr 1986 wurde ein größeres Passagierterminal mit einer Kapazität von 250.000 Passagieren pro Jahr eröffnet.
Im Jahr 1999 gründete der Bezirk Wood Buffalo die Regional Airport Commission, welche den Staat als Eigentümer des Flughafens ablöste. Im Jahr 2001 begann Westjet Airlines, Fort McMurray zu bedienen. Im Jahr 2007 wurde die Start- und Landebahn auf die heutige Länge erweitert.
Im Dezember 2009 wurde die Fort McMurray Airport Authority (FMAA) gegründet. Diese kaufte den Flughafen im Januar 2010 vom Bezirk Wood Buffalo. 2013 wurden mit United-Airlines-Flügen nach Denver erstmals Flüge in die Vereinigten Staaten angeboten. Diese wurden mittlerweile wieder eingestellt. Im Herbst 2013 richtete die Canada Border Services Agency eine dauerhafte Präsenz am Flughafen ein, sodass dieser den Status als internationaler Flughafen erhielt. Aufgrund des starken Wachstums beim Passagieraufkommen wurde ein neues Passagierterminal errichtet und am 9. Juni 2014 eröffnet. Seitdem sinken die Passagierzahlen wieder. Infolge schwerer Waldbrände blieb der Flughafen vom 5. Mai bis zum 10. Juni 2016 geschlossen.

## Flughafenanlagen

### Start- und Landebahn
Die Start- und Landebahn des Flughafens trägt die Kennung 07/25, ist 2286 Meter lang, 45 Meter breit und mit einem Belag aus Asphalt ausgestattet.

### Passagierterminal
Das am 9. Juni 2014 eröffnete Passagierterminal hat eine Grundfläche von 15.000 Quadratmetern. Es ist mit vier Fluggastbrücken ausgestattet und hat eine Kapazität 1,5 Millionen Passagieren pro Jahr.

### Ehemaliges Passagierterminal
Das 1986 eröffnete ehemalige Passagierterminal hat eine Fläche von 2.950 Quadratmetern. Es ist mit einer Fluggastbrücke ausgestattet, die Kapazität liegt bei 250.000 Passagieren pro Jahr.

## Fluggesellschaften und Flugziele
Der Fort McMurray International Airport wird von Air Canada, Air Canada Express, McMurray Aviation, Northwestern Air und WestJet Encore genutzt. Air Canada fliegt täglich nach Toronto-Pearson, während Air Canada Express mehrmals täglich nach Calgary und Edmonton. WestJet Encore fliegt ebenfalls mehrmals täglich nach Calgary und Edmonton. McMurray Aviation und Northwestern Air führen mehrmals wöchentlich Flüge nach Fort Chipewyan bzw. Edmonton und Fort Chipewyan durch.

## Verkehrszahlen
| Jahr | Fluggastaufkommen | Luftfracht (Tonnen) (mit Luftpost) | Flugbewegungen |
| ---- | ----------------- | ---------------------------------- | -------------- |
| 2019 | 595.316           | -                                  | 46.133         |
| 2018 | 639.923           | -                                  | 47.077         |
| 2017 | 713.108           | -                                  | 54.510         |
| 2016 | 744.798           | -                                  | 44.987         |
| 2015 | 1.099.663         | -                                  | 63.900         |
| 2014 | 1.308.416         | -                                  | 71.075         |
| 2013 | 1.195.437         | -                                  | 76.849         |
| 2012 | 958.072           | 600                                | 75.247         |
| 2011 | 763.708           | 563                                | 61.237         |
| 2010 | 714.659           | 595                                | 59.880         |
| 2009 | 704.562           | 239                                | 62.262         |
| 2008 | 735.987           | 191                                | 70.459         |
| 2007 | 595.741           | 245                                | 68.851         |
| 2006 | 442.745           | 592                                | 63.454         |
| 2005 | 327.251           | 292                                | 52.640         |
| 2004 | 248.602           | -                                  | 44.980         |
| 2003 | 227.197           | -                                  | 42.316         |